# Жонатр, Марина
Марина Жонатр (фр. Marina Jaunâtre, род. 20 мая 1982, Машкуль) — французская шоссейная велогонщица.

## Карьера
Была участницей чемпионатов мира по шоссейному велоспорту 2004, 2005, 2006 и 2007 годов. Неудачное падение в июле 2009 года положило конец её карьере велогонщицы, но она продолжала участвовать в любительских чемпионатах в качестве тренера и инструктора.

## Достижения
2002
Circuit de la Haute-Vienne
1-й этап Тура де ла Дром
2003
Tour du Genevois
2004
Гран-при Ле Форж ен Бретань
3-я на Тура де ла Дром
3-я на Гран-при Шамбери
2005
Тур Бретани
Генеральная классификация
1-й и 5-й этапы
6-й этап Tour de Toona
2006
Гран-при Франции
Генеральная классификация
1-й и 2-й этапы
Тур Бретани
2007
Победитель Кубка Франции
Шоле — Земли Луары
Тур Бретани
2-я на Ледис Берри Классик Шер
2-я на Ледис Берри Классик Эндр
2-я на Гран-при Франции
7-я на Чемпионат мира — групповая гонка
2009
2-я на Ледис Берри Классик Шер
2-я на Чемпионат Франции — групповая гонка
3-я на Чемпионат Франции — индивидуальная гонка
9-я на Трофее Альфредо Бинды — коммуны Читтильо
0
0
0

### Статистика выступления наГранд-турах
| Гонка / Год          | 2005           | 2006 | 2007 |
| -------------------- | -------------- | ---- | ---- |
| Рут де Франс феминин | не проводилась | 13   | 4    |
| Тур де л'Од феминин  | 17             | 19   | 16   |

### Рейтинги
| Год                 | 2009  |
| ------------------- | ----- |
| Мировой рейтинг UCI | 113-й |
|                     |       |
| Источник: UCI       |       |

## Личная жизнь
Марина Жонатр родила своего первого ребёнка в январе 2011 года.